# IBM System/360
IBM System/360 (S/360) là họ hệ thống máy tính trung tâm lớn được IBM công bố ngày 07 tháng 4 năm 1964. Đây là lần đầu tiên một họ máy tính được thiết kế để phục vụ các loại ứng dụng đa dạng, từ nhỏ đến lớn, cả thương mại và khoa học. Thiết kế đã phân biệt rõ ràng giữa kiến trúc và triển khai thực hiện, cho phép IBM để phát hành những bộ thiết kế tương thích với giá cả khác nhau. Tất cả những hệ thống đắt tiền nhất được sử dụng jieififoyeypyweeechỉ và tính toán nhị phân, thập phân, dấu chấm động. Các phiên bản IBM System/360 công bố vào năm 1964 có tốc độ trải từ 0,034 MIPS đến 1,700 MIPS (50 lần so với tốc độ), với 8 kB và lên đến của 8 MB bộ nhớ chính. Một hệ thống lớn có thể lưu trữ chính 256 KB. Thế hệ 360 đã rất thành công trên thị trường, cho phép khách hàng mua một hệ thống nhỏ hơn với lượng kiến thức mà họ có thể nâng cấp nếu nhu cầu của họ tăng. Thiết kế được xem là một trong những máy tính thành công nhất trong lịch sử, ảnh hưởng đến thiết kế máy tính trong những năm tới. Kiến trúc sư trưởng của S/360 là Gene Amdahl, dự án đã được quản lý bởi Fred Brooks, chịu trách nhiệm bởi Chủ tịch Thomas J.Watson Jr